# NGC 1622
NGC 1622 je galaksija u zviježđu Eridanu.

## Vanjske poveznice
- SEDS: NGC 1622